# Megachile naevia
Megachile naevia là một loài Hymenoptera trong họ Megachilidae. Loài này được Kohl mô tả khoa học năm 1906.